# Кінгсфорд (Мічиган)
Кінгсфорд (англ. Kingsford) — місто (англ. city) в США, в окрузі Дікінсон штату Мічиган. Населення — 5139 осіб (2020).

## Географія
Кінгсфорд розташований за координатами 45°48′23″ пн. ш. 88°6′1″ зх. д. / 45.80639° пн. ш. 88.10028° зх. д. (45.806438, -88.100365).  За даними Бюро перепису населення США в 2010 році місто мало площу 11,86 км², з яких 11,19 км² — суходіл та 0,66 км² — водойми.

## Демографія
Згідно з переписом 2010 року, у місті мешкали 5133 особи в 2224 домогосподарствах у складі 1357 родин. Густота населення становила 433 особи/км².  Було 2414 помешкання (204/км²).
Расовий склад населення:
| - 97,2 % — білих - 0,5 % — азіатів - 0,4 % — корінних американців - 0,4 % — чорних або афроамериканців |

До двох чи більше рас належало 1,2 %. Частка іспаномовних становила 1,1 % від усіх жителів.
За віковим діапазоном населення розподілялося таким чином: 21,7 % — особи молодші 18 років, 57,6 % — особи у віці 18—64 років, 20,7 % — особи у віці 65 років та старші. Медіана віку мешканця становила 44,0 року. На 100 осіб жіночої статі у місті припадало 87,2 чоловіків;  на 100 жінок у віці від 18 років та старших — 82,6 чоловіків також старших 18 років.
Середній дохід на одне домашнє господарство  становив 49 705 доларів США (медіана — 38 886), а середній дохід на одну сім'ю — 62 710 доларів (медіана — 51 441). Медіана доходів становила 46 230 доларів для чоловіків та 30 647 доларів для жінок. За межею бідності перебувало 13,0 % осіб, у тому числі 20,1 % дітей у віці до 18 років та 6,1 % осіб у віці 65 років та старших.
Цивільне працевлаштоване населення становило 2256 осіб. Основні галузі зайнятості: освіта, охорона здоров'я та соціальна допомога — 28,2 %, виробництво — 13,8 %, роздрібна торгівля — 12,4 %.